# Cornelius Gurlitt (Komponist)

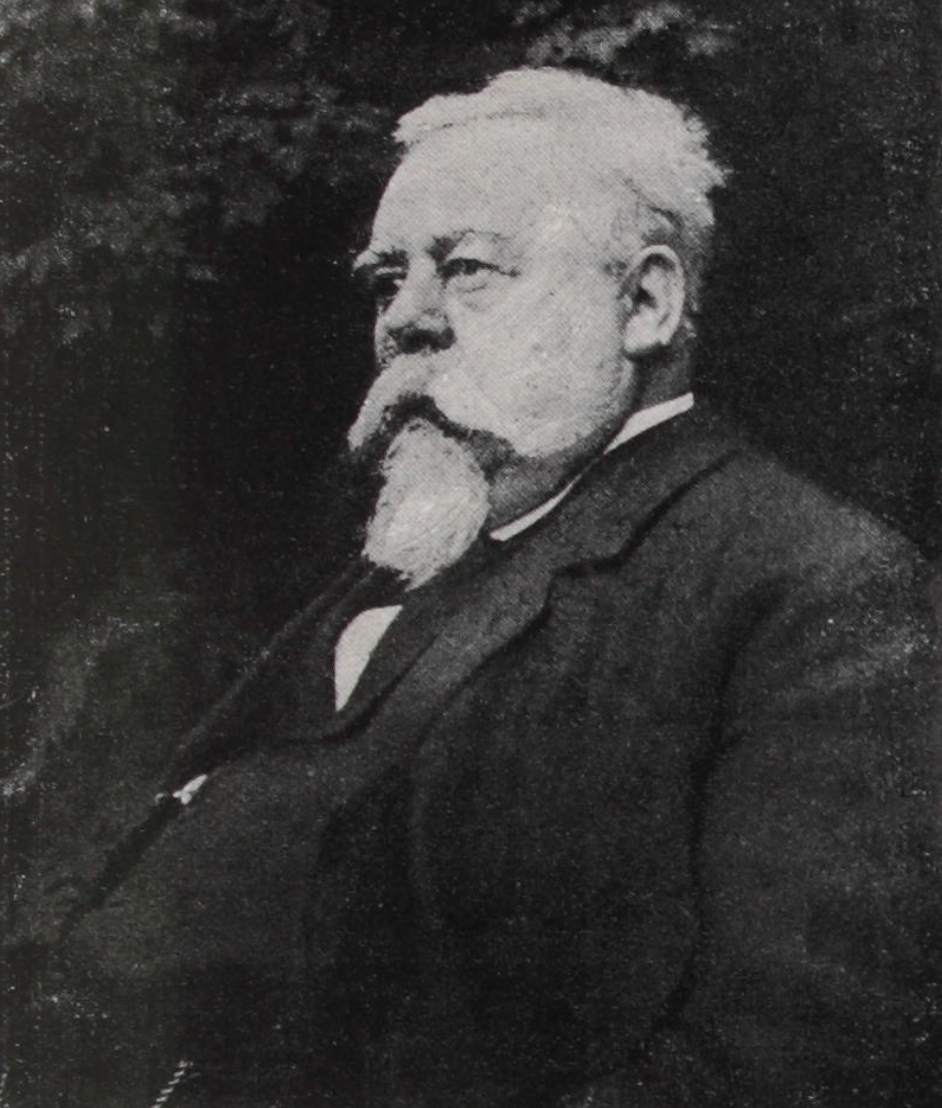
Cornelius Gurlitt

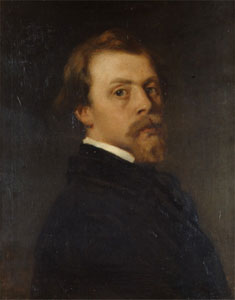
Gustav Cornelius Gurlitt, Gemälde von Wilhelm Kümpel, 1848

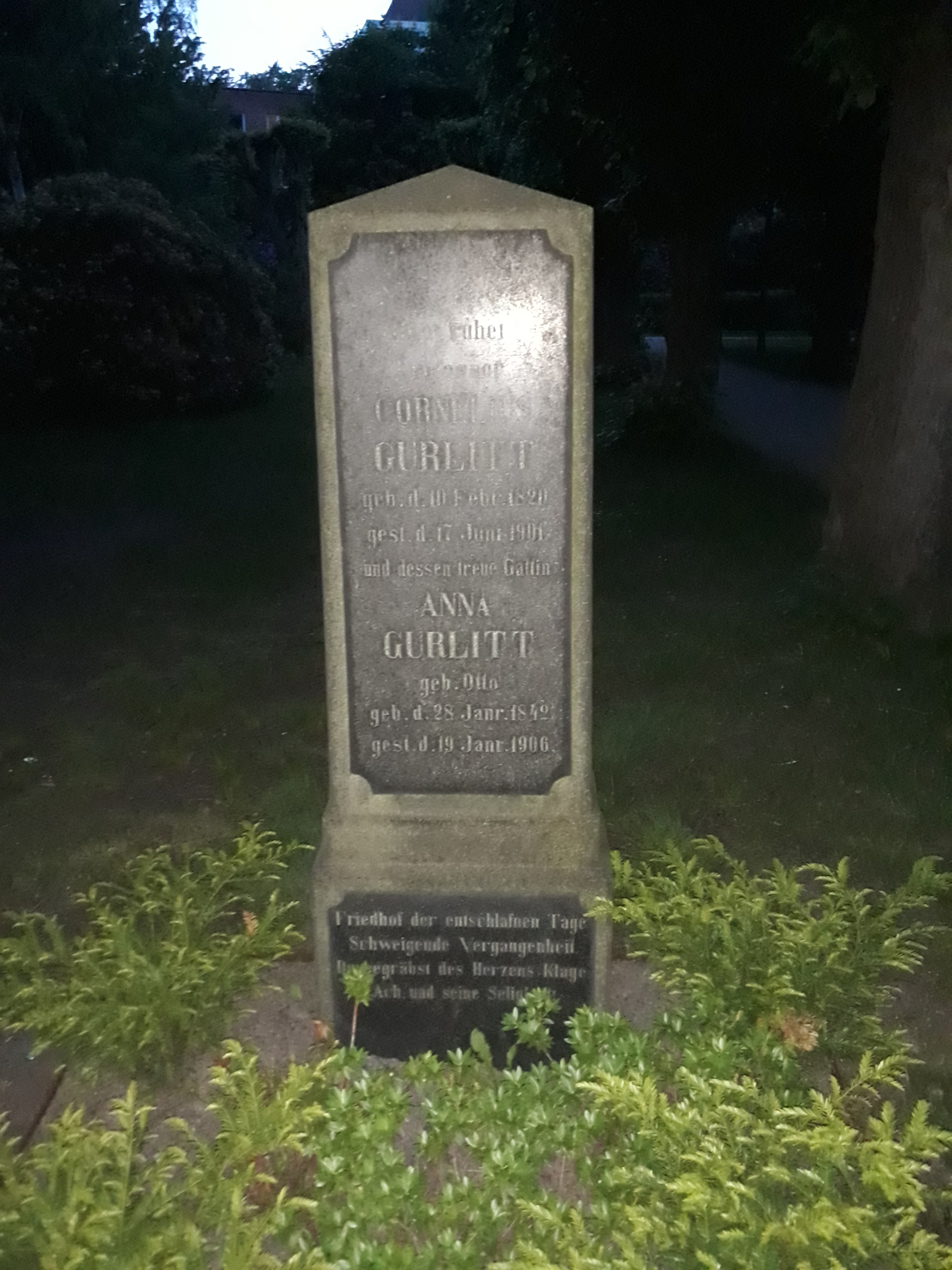
Das Grab von Cornelius Gurlitt und seiner Frau Anna geborene Otto auf dem ehemaligen Friedhof Norderreihe in Hamburg

Gustav Cornelius Gurlitt (* 10. Februar 1820 in Altona; † 17. Juni 1901 ebenda) war ein deutscher Komponist. 

## Leben
Gurlitt erhielt ersten Musikunterricht durch den Altonaer Organisten Johann Friedrich Grönland (1777–1834). Später studierte er bis 1840 sechs Jahre lang bei Johann Rudolf Reinecke, dem Vater seines Mitschülers und Freundes Carl Reinecke.
Nach einem ersten öffentlichen Auftritt im Alter von siebzehn Jahren setzte Gurlitt seine Ausbildung in Kopenhagen fort. Dort studierte er Orgelspiel bei Johan Ernst Hartmann (1770–1844), Klavierspiel bei Bernhard Courlænder (1815–1898)  und Komposition bei Christoph Ernst Friedrich Weyse. Außerdem lernte er Niels Wilhelm Gade (1817–1890) kennen und blieb bis zu dessen Tod mit ihm befreundet.
1841 ließ sich Gurlitt in Hirschholm nahe Kopenhagen als Musiklehrer nieder. 1844 erschienen seine sechs Lieder für Singstimme und Klavierbegleitung op. 2 gedruckt, und im März 1845 erhielt er, wie zwei Jahre zuvor schon Gade und Carl Reinicke, ein königliches Stipendium. Mit diesem reiste er über Altona zunächst nach Leipzig, wo Gade inzwischen die Konzerte des Gewandhauses leitete. Anschließend reiste er nach Rom, wo sein Bruder Louis Gurlitt, ein bekannter Maler, Studien betrieb. Cornelius Gurlitts Fähigkeiten als Musiker fanden in Rom rasch Anerkennung. Die päpstliche Accademia di Santa Cecilia ernannte ihn zum Ehrenmitglied und verlieh ihm 1855 den Ehrentitel eines Professors der Musik. Während seines Aufenthalts in Rom betrieb er auch auf dem Gebiet der Malerei erfolgreich Studien.
Nach seiner Rückkehr nach Altona im Jahr 1848 stellte Christian August, Herzog von Augustenburg, ihn als Lehrer für drei seiner Töchter ein. Während der Schleswig-Holsteinischen Erhebung (1848–1851) diente er als Offizier bei der Militärmusik der dänischen Armee. Im Deutsch-Dänischen Krieg 1864 war er Militärkapellmeister auf deutscher Seite.
1866 wurde Gurlitt Organist an der Altonaer Hauptkirche St. Trinitatis, 1873 königlicher Musikdirektor von Altona, 1879 Lehrer für Chorgesang am Hamburger Konservatorium und 1887 Ehrenmitglied des Hamburger Tonkünstlervereins. Er starb 1901 in seiner Heimatstadt Altona. Das Grabmal für ihn und seine Frau Anna geb. Otto (* 28. Januar 1842; † 19. Januar 1906) ist auf dem Friedhof Norderreihe erhalten.
Als Komponist war Cornelius Gurlitt außerordentlich produktiv und vielseitig. Er komponierte unter anderem zahlreiche Lieder, zwei Operetten, eine Oper, Sinfonien, Kammermusik und Etüden. Am bekanntesten ist er für seine Leistungen als Musiktheoretiker und für seine Pianokompositionen sowie leichte Stücke, die bis heute als Lehrwerke für Klavieranfänger herausgegeben werden.
1847 wurde er Mitglied der Altonaer Freimaurerloge Carl zum Felsen.